# Wikimedia Foundation
Wikimedia Foundation Inc. (WMF) är en allmännyttig stiftelse med säte i San Francisco i Kalifornien i USA, som står för driften av Wikipedia, Wikidata,  Wiktionary, Wikimedia Commons, Wikiquote, Wikibooks, Wikispecies, Wikinews, Wikisource, Wikivoyage och MediaWiki. WMF:s bildande offentliggjordes den 20 juni 2003 av Jimmy Wales, en av Wikipedias grundare, med högkvarter ursprungligen i St. Petersburg, Florida i USA.

## Stiftelsens målsättning
Wikimediastiftelsens målsättning är att främja tillväxt och utveckling av wikibaserade projekt med öppet innehåll och att göra resultatet av dessa projekt tillgängliga för allmänheten utan kostnad. Förutom den redan utvecklade flerspråkiga encyklopedin Wikipedia sköter stiftelsen den flerspråkiga ordboken och synonymordlistan Wiktionary, citatordboken Wikiquote, databasen över källtexter Wikisource, reseguiden Wikivoyage samt lärobokssamlingen Wikibooks. Stiftelsen har också hand om ett arkiv av artiklar om 11 september 2001.
De enskilda projektens fortsatta utveckling och tillväxt är huvudsakligen beroende av donationer. 2013 donerade den genomsnittlige läsaren av WMF:s olika projekt 0,11 US dollar. År 2013 uppgick stiftelsens donationer och bidrag till 50 miljoner US dollar.

## Stiftelsens historia och tillväxt
Namnet Wikimedia myntades av Sheldon Rampton i ett brev till engelska Wikipedias utskickslista i mars 2003. Stiftelsen grundades i Florida.
Vid stiftelsens grundande avträdde Wales äganderätten till Wikipedias, Wiktionarys och Nupedias domännamn till Wikimedia tillsammans med upphovsrätten till det material som skapats av honom själv och anställda på Bomis. Domännamnen wikimedia.org och wikimediafoundation.org registrerades för stiftelsen. Wikimedias driftskostnader bekostas genom donationer. I januari 2004 utsåg Jimmy Wales Tim Shell och Michael Davis till styrelsemedlemmar för Wikimediastiftelsen och 2004 hölls val för två användarrepresentanter i styrelsen. 
Wikimedia Foundations egna logotyper har tidigare – till skillnad från allt annat material lagrat på Wikimedia Commons – varit upphovsrättsskyddade. Oktober 2014 beslöt man dock att släppa upphovsrättskravet på logotyperna. De är dock fortfarande varumärkesskyddade.
År 2015 stämde stiftelsen USA:s signalspaningsorgan NSA och dess huvudman justitiedepartementet. Stämningen gällde NSA:s utbredda avlyssning av all Internettrafik, vilket enligt stiftelsen hotar yttrandefriheten (enligt författningens första tillägg) samt det fjärde författningstilläggets skydd mot "oskälig husrannsakan och gripande". Ett antal andra organisationer deltar i stämningen, inklusive Human Rights Watch samt Amnesty Internationals och PEN-klubbens USA-sektioner.

### Utveckling
En av WMF:s utmaningar är att kunna värva och behålla skribenterna på sina projekt. När Wikipedia var nytt, var uppslagsverket ett av ganska få ställen på Internet där man kunde se sin uppdatering av en text med en gång. Sedan dess har mängden sociala medier (som Facebook) med samma funktion mångfaldigats. Sedan 2007 har antalet aktiva bidragsgivare på engelskspråkiga Wikipedia fallit med en tredjedel.[källa behövs] Under samma tidsperiod har dock mängden aktiva bidragsgivare på andra språkversioner legat på en stabil nivå.

## Stödföreningar
Wikimedia Foundation har lokala stödföreningar, inom WMF benämnda med det engelskspråkiga begreppet chapters. Deras uppgift är att verka som lokala aktörer för stiftelsen i de olika geografiska områdena. Lokala stödföreningar har exempelvis ordnat insamlingskampanjer, tryckt upp informationsmaterial, ställt ut på mässor och arrangerat konferenser. I början av 2014 fanns 39 lokala stödföreningar.
Det fanns i januari 2014 totalt 40 nationella eller regionala chapters. Den första stödföreningen var tyska Wikimedia Deutschland, som grundades sommaren 2004. Den svenska föreningen, Wikimedia Sverige, grundades oktober 2007) och dess norska motsvarighet Wikimedia Norge i juni samma år. Dessa är ideella föreningar baserade på betalande medlemmar. Det var länge en tvistefråga om USA skulle ha en stor nationell "lokalavdelning" eller många regionala, men hösten 2008 beslöts att tillåta regionala stödföreningar. De två första blev New York och Washington, D.C..

## Wikimania
Wikimania är en årlig konferens med deltagande av de frivilliga inom de olika Wikimedia-projekten och andra som är intresserade av Wikimedia i allmänhet. Den första konferensen hölls 2005 i Frankfurt am Main i Tyskland.

## Milstolpar i urval
- 7 september 2004 – Wikimedia Commons startade.
- 3 december 2004 – Betaversionen av Wikinews startades.
- April 2005 – Wikimedia fick status (501(c)(3)) som icke-vinstinriktade företag av amerikanska skattemyndigheterna
- November 2005 – Wikimedia utsågs till medlem i World Technology Network.
- 2012 – Wikidata startades.